# КК Бјела
КК Бјела (итал. Pallacanestro Biella) је италијански кошаркашки клуб из Бјеле. Наступају у Серији А2 Италије, а познати су и као Анђелико Бјела због спонзорских разлога.

## Историја
Клуб је настао 1994. уједињењем клубова „Biella Basket Club“ и „Amici del Basket Biella“. Клуб нема никакве везе са Либертас Бјелом, клубом који је постојао '60-их година. Клуб је кренуо из италијанске ниже лиге Серије Б2, али је у само 7 година стигао до Серије А. 1996. Освајају Серију Б2 и улазе у Серију Б1. 1998. преко додатних квалификација добијају промоцију у Серију А2, а 2001. изборили су највиши ранг италијанског такмичења. Клуб је познат по одличном одабиру страних обећавајућих играча, међу којима се налазе Џејмс Гист, Јонас Јеребко, Кит Ленгфорд и Табо Сефолоша. Од српских познатијих играча за овај тим су наступали Тадија Драгићевић и Немања Јарамаз.

## Познатији играчи
- Пјетро Арадори
- Мајкл Батист
- Џејмс Гист
- Кит Лангфорд
- Тејлор Рочести
- Тадија Драгићевић
- Немања Јарамаз
- Вања Плиснић
- Табо Сефолоша
- Еј Џеј Слотер

## Спонзорска имена
- без спонзора (1994-1998)
- Фила Бјела (1998-2001)
- Лауретана Бјела (2001-2005)
- Анђелико Бјела (2005- данас)